# Bolpebra
Bolpebra è un comune (municipio in spagnolo) della Bolivia nella provincia di Nicolás Suárez (dipartimento di Pando) con 1.379 abitanti dato 2010).

## Cantoni
Il comune è suddiviso in 2 cantoni.
- Mukden (Bolpebra)
- Chapacura